# Eyrichshof
Das Kirchdorf Eyrichshof ist ein Gemeindeteil der Stadt Ebern im unterfränkischen Landkreis Haßberge in Bayern.

## Geschichte
Der Ortsname geht vermutlich auf den Personennamen des Ortsgründers „Iring“ zurück. Das Grundwort -dorf weist darauf hin, dass der Ort zeitweise eine Wüstung war beziehungsweise sich im Spätmittelalter durch einen Rückgang der Einwohnerzahl von einem Dorf zu einem Hof zurückentwickelte. Die erste Erwähnung war 1232 in der Teilungsurkunde des Würzburger Fürstbischofs Hermann, in der Ebern von der Pfarrei Pfarrweisach getrennt wurde und „Iringsdorf“ zu Ebern kam. Spätestens 1676 war das Dorf „Eyringshoff“ im Besitz derer von Rotenhan.
Eyrichshof wurde am 1. Juli 1971 in die Stadt Ebern eingegliedert. 1987 hatte das Kirchdorf 17 Einwohner.

## Wirtschaft und Infrastruktur

### Verkehr
Das Stadtzentrum von Ebern ist in wenigen Minuten mit dem Auto zu erreichen. Außerdem halten die Busse der Linien Haßfurt–Ebern–Maroldsweisach und Bamberg–Ebern–Maroldsweisach in Eyrichshof.
Vom 26. Oktober 1897 bis zum 27. Mai 1988 konnte man auch auf der Bahnstrecke Breitengüßbach–Maroldsweisach nach Eyrichshof gelangen, nun gibt es statt der Bahngleise einen Fahrradweg, der von Fischbach über Eyrichshof nach Ebern führt.

### Bildung
In Eyrichshof existierte einst eine Grundschule, die in ein Garnisonsmuseum umgestaltet wurde. Die Kinder besuchen die Schulen in Ebern.

## Sonstiges
Seit einigen Jahren findet jährlich ein Gartenfest im Schloss Eyrichshof statt und um Pfingsten organisiert der ADAC-Club dort ein Oldtimertreffen.

## Baudenkmäler
Das Schloss Eyrichshof liegt etwa einen Kilometer nördlich des Stadtzentrums von Ebern im Landkreis Haßberge in Unterfranken. Das ehemalige Wasserschloss ist seit dem 14. Jahrhundert im Besitz der Freiherren von Rotenhan und wird noch von den Eigentümern bewohnt.
Die Burgruine Rotenhan stammt von einer der wenigen echten Felsburgen Deutschlands. Da die Anlage bereits im 14. Jahrhundert zerstört wurde, sind nur noch geringe Reste des aufgehenden Mauerwerks zu sehen.

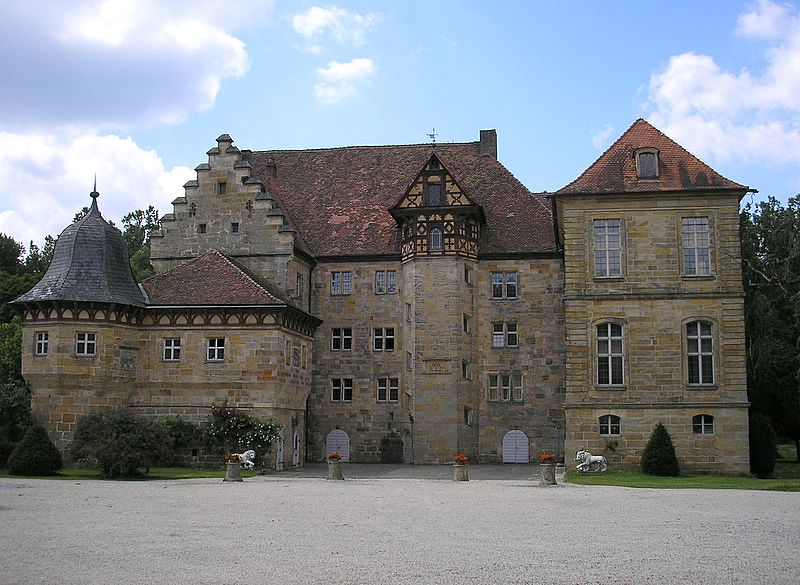
Schloss Eyrichshof
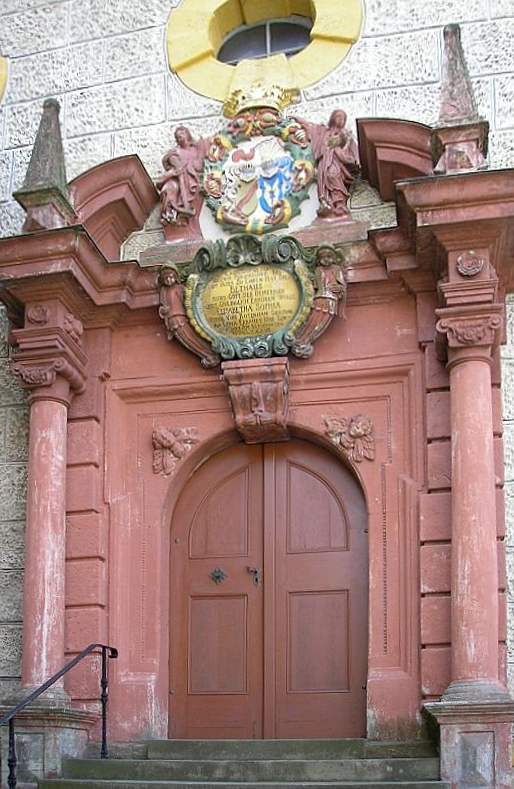
Portal der Schlosskirche Eyrichshof
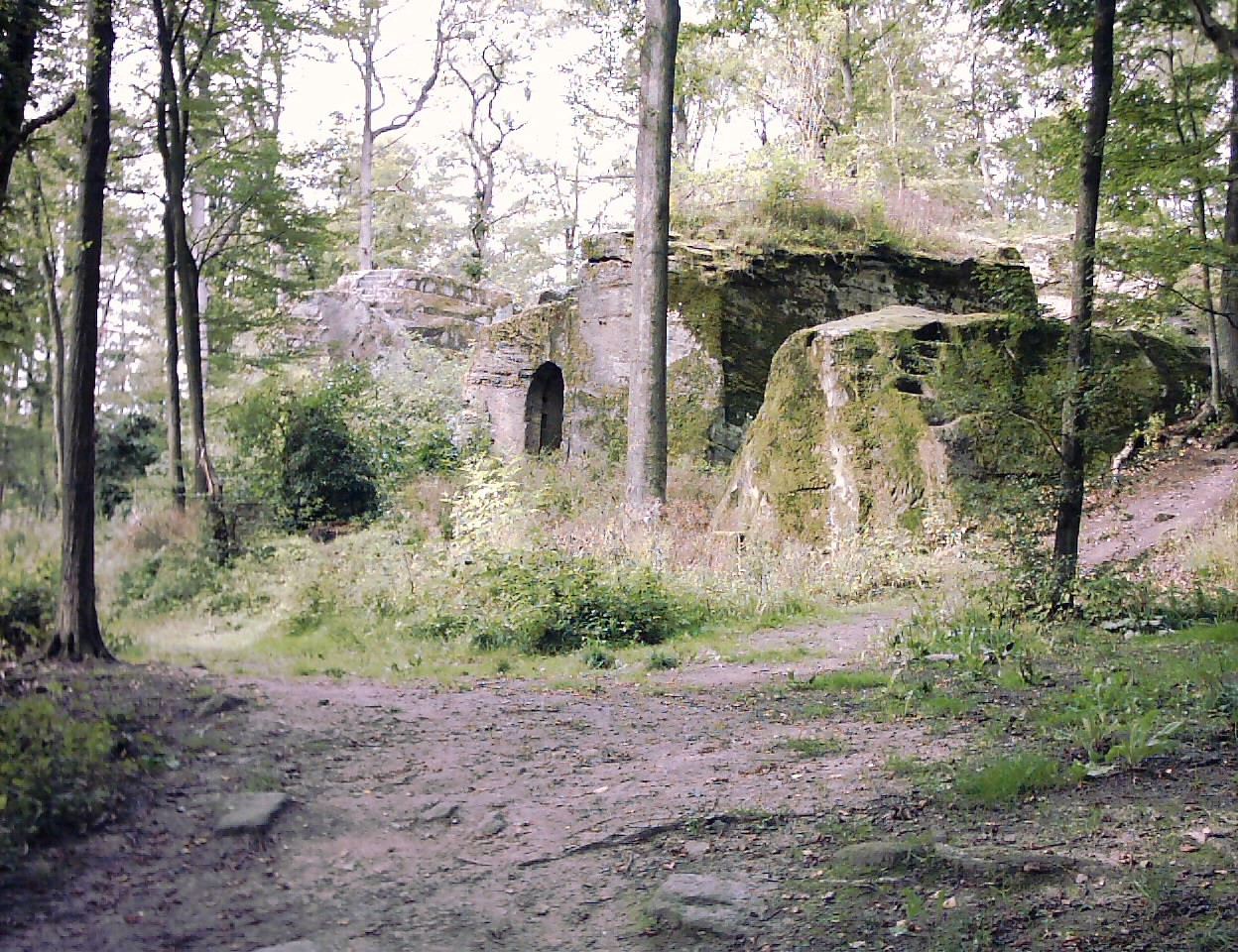
Burgruine Rotenhan

## Personen
- Wilhelm Jeremias Müller (1725–1801), Architekt
- Jeremias Nicolaus Eyring (1739–1803), Rektor und Hochschullehrer in Göttingen
- Johann Georg Meusel (1743–1820), Historiker, Lexiko- und Bibliograf
- Wolfram von Rotenhan (1845–1912), Diplomat